# 格芬唱片公司
格芬唱片，1980年至1992年名为大卫·格芬公司（David Geffen Company），1993年至2004年更名为格芬唱片公司（Geffen Records Inc.），是一家美国唱片公司，環球唱片集團的子公司，由大卫·格芬于1980年末创立。该公司最初是格芬影业/格芬影业（Geffen Pictures）旗下的音乐子公司，也與華納集團合作，现由环球音乐集团旗下的新视镜国会唱片集团（Interscope Capitol Labels Group）旗下的新视镜—格芬—A&M唱片（IGA）公司所有。
1990年被MCA唱片公司（即後來的環球唱片集團）收購。自1999年以来，格芬一直是 IGA公司的一部分，并被环球音乐用作新视镜唱片的联合部门，自2003年和2017年重启以来，其目的是作为许多新发行专辑的首要唱片公司运营。
2024年也和韓國經紀公司 HYBE合作推出六人女子團體KATSEYE 由三位美國成員 一位瑞士成員 一位菲律賓成員和一位韓國成員組成。